# Красномовство (Бурдель)
Красномовство - ескіз голови алегоричної скульптури, що уособлювала красномовство і призначалася до монумента Карлосу Альвеару в місті Буенос-Айрес, Аргентина.

### Бурдель і Роден
Важко складалась і кар'єра Родена. На деякий час він навіть покидав Париж заради Брюсселя в Бельгії. В Парижі пізніше відкрив майстерню і мав необхідність в учнях і помічниках. Одним з помічників Родена і став Бурдель, що за віком не підходив для учня. Роден поважав Бурделя як фахівця і, після обговорень, доручав тому закінчувати свої твори.
Але художні манери майстрів різнилися. Ближчий до провінційного французького мистецтва,  Бурдель переніс в свої скульптури пристрасть, монументальність і нерівну, незаглажену, шерехату поверхню провінційних творів. До створення героїчних образів Бурдель мав хист більший, ніж  Огюст Роден.
Працюючи в майстерні Родена, Бурдель робив і власні твори. Серед самих значних — монумент на честь загиблих мешканців Монтобана в війні 1870 року. Скульптор витратив на створення монумента дев'ять років і закінчив у 1902-му.

## Замова на монумент Альвеару
Замову на монумент генералу Альвеару Бурдель отримав від Ангентини ще до війни 1914 року. Умовами були - 
- генерал на коні
- на постаменті чотири алегоричні фігури.

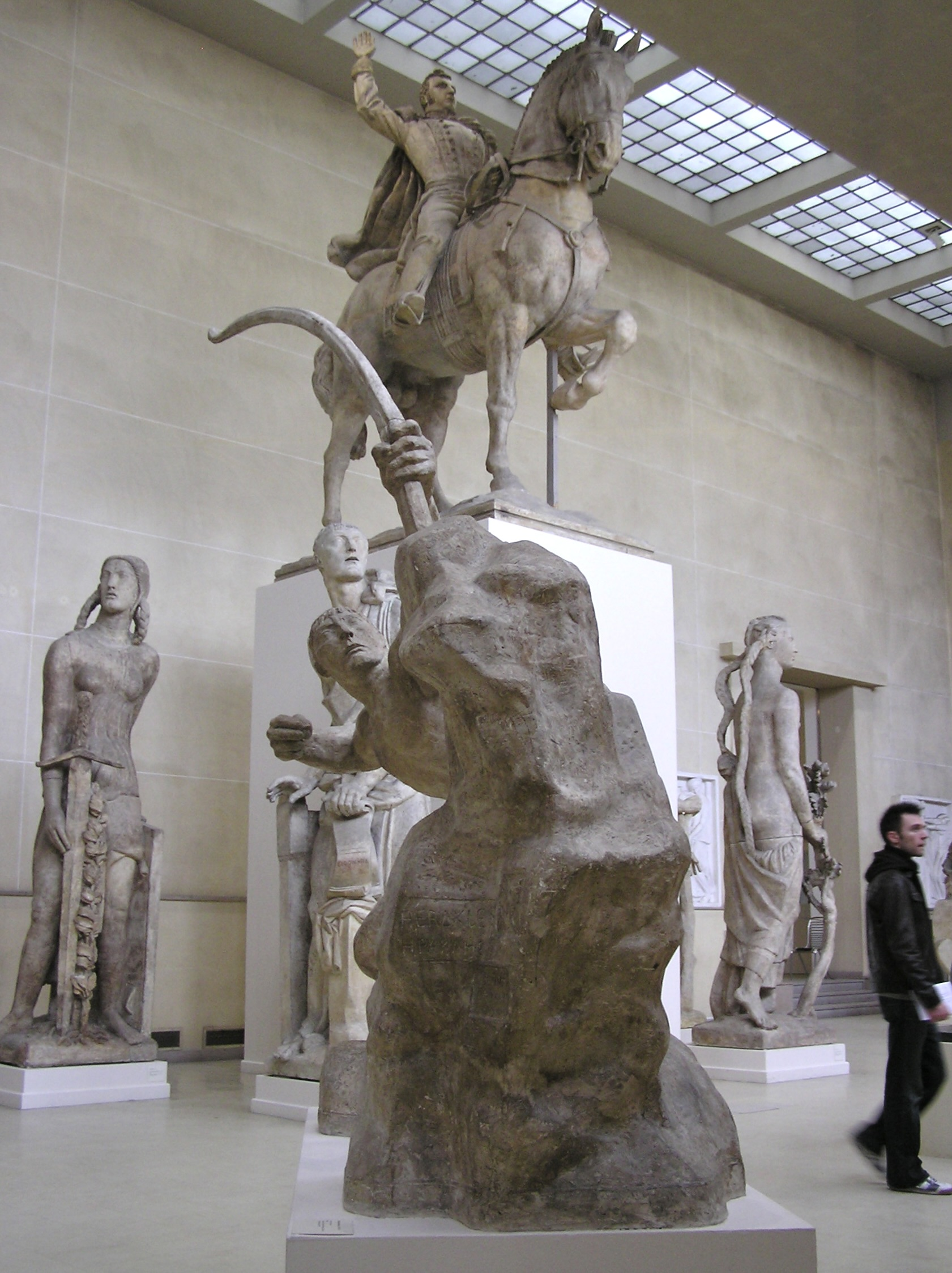
Монумент генералу Альвеару, зменшена модель в музеї Бурделя в Парижі.

Алегорії додатково пояснювали чесноти генерала - Міць(Сила), Переможність(Перемога), Волелюбність(Свобода), Красномовство (Ораторство). Першу модель майбутнього кінного монумента митець створив 1912 року. Скульптор довго розраховував масштаб, реальну висоту споруди, до шести разів переробляв кожну алегорію, бо вони були своєрідним анахронізмом. Бурдель невпинно працював десять років, накопичив гору малюнків з варіантами. Коней він замальовував в стайнях кірасирського полку в рідному Монтобані, куди перебрався в роки 1-ї світової війни. Майстер зупинився на варіанті з підкресленим вертикалізмом. Кути постаменту підкреслювали фігури алегорій. Вдвічі вищий за них постамент прикрасили глухі арки і майданчик для коня. Висота алегорій дорівнювала 370 см. На виливання з бронзи всіх фігур витратили три роки. Розпочатий в 1912 році твір був закінчений лише через 14 років і урочисто відкритий в жовтні 1926 року. Його загальна висота становила 20 метрів.
Кінь і вершник - як одне ціле, монумент в статичній позі добре виглядав на тлі неба. Мужністю і напруженою скорботою віяло і від алегоричних фігур. Бурделя засмутила звістка про обстріл Реймського собору і безпідставні руйнації видатної історичної пам'ятки Франції. Він виплеснув власний біль в серії малюнків під назвою «Душі середньовічних будівничих, що прийшли захистити Реймс». Чорні силуети  повсталих з могил майстрів міцно і ніжно обіймали стіни собору в останньому намаганні захистити своє улюблене творіння, бо навіть живі не спромоглися захистити уславлений собор.  
Давньогрецька архаїка і середньовічні впливи відчутні і в алегоріях, що оточували постамент генералу Альвеару. Суворі, вони ніби сповіщали, що ніколи не будуть беззахисні Свобода, Волелюбність і що попереду Перемога. Алегорія Перемоги - з  мужністю і непохитністю підтримує меч і паросток дерева, як передвістя майбутнього життя. Але в її обличчі ніякого натяку на радість самої перемоги. Вона тривожно вглядається в далечінь...

## Опис твору
Бурдель декілька разів переробляв обличчя алегорії Красномовства. В остаточному варіанті - це натхнений бородач, що промовисто переконує когось поряд. Варіант в Ермітажі належить до перших спроб майстра відтворити обличчя молодика в момент промови. Скульптор відтворив цю голову і в гіпсі, і в бронзі. Але образ статичного і молодого речника, малоосвіченого і безбородого, особи без біографії -  не задовольняв Бурделя через непереконливість, невідповідність самому монументу... Бронзова голова алегорії Красномовства перейшла до дочки скульптора. У мадам Родьї Бурдель 1972 року закупівельна комісія Ермітажу і придбала її для власних збірок скульптури 20 століття.

## Джерела

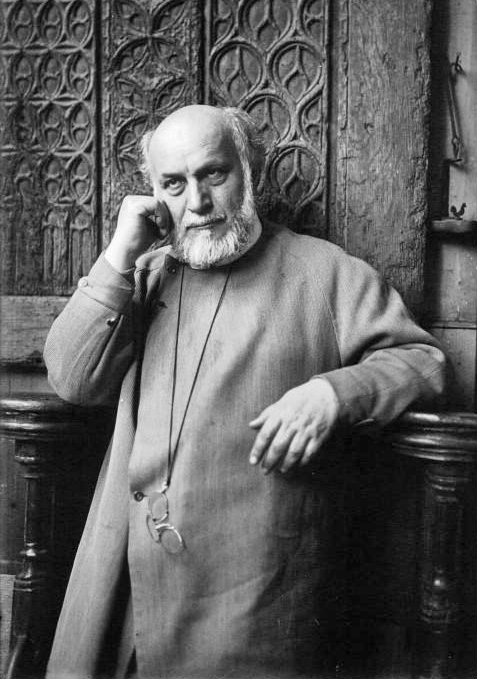
Бурдель за чотири роки до смерті, фото 1925 р.